# Bolesław Matuszewski

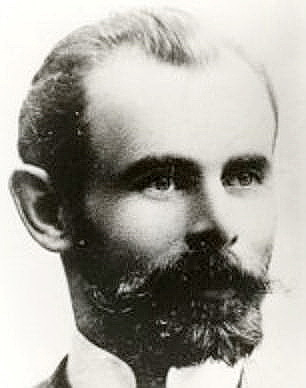
Bolesław Matuszewski

Bolesław Matuszewski (* 9. August 1856 in Pińczów; † 1943) war einer der ersten polnischen Kameraleute und Filmproduzenten am Übergang vom 19. zum 20. Jahrhundert.

## Leben
Matuszewski wurde in Russisch-Polen geboren, ging jedoch schon früh nach Paris. In Paris lernte er Fotografie und Film. Er arbeitete für die Brüder Lumière und war Mitglied der Fotographiegesellschaft LUX. 1895 kehrte er nach Warschau zurück und eröffnete mit seinem Bruder ein Fotoatelier an der heutigen Marschallstraße, das zur Lux Sigismond et Comp. ausgebaut wurde. Von 1897 bis 1899 arbeitete er mit dem Wochenmagazin Tygodnik Illustrowany zusammen. Bis 1908 produzierte die Gesellschaft zudem zahlreiche Dokumentarfilme. Bereits 1896 wurde Matuszewski Hoffotograph des jungen Zaren Nikolaus II. Er filmte in dieser Eigenschaft die Krönungsfeierlichkeiten sowie den Besuch des französischen Präsidenten Félix Faure in St. Petersburg und andere Festlichkeiten am Zarenhof. In diesem Zusammenhang machte er sich auch für die Anlegung eines Filmarchivs stark und verfasste mehrere Schriften über den Film, unter anderem Une nouvelle source de l’histoire und La photographie animée (beide 1898).

## Schriften
- Écrits cinématographiques, Paris : Assoc. Française de Recherche sur l'Histoire du Cinéma [u. a.], 2006

## Nachweise
- Giovanni Grazzini: La memoria negli occhi: Bolesław Matuszewski, un pioniere del cinema. Carocci, 1999, ISBN 978-88-430-1346-3.